# Procrateria basifascia
Procrateria basifascia là một loài bướm đêm trong họ Noctuidae.